# Françoise Burel
Pour les articles homonymes, voir Burel.
Françoise Burel est une biologiste, spécialiste de l'écologie du paysage. Elle est directrice de recherche au CNRS. Elle est ingénieure agronome, diplômée de l'École nationale supérieure agronomique de Rennes. Elle étudie la dynamique des paysages et la biodiversité à différentes échelles  ,.
Françoise Burel a publié plus de cent articles dans des revues scientifiques internationales, ainsi que plusieurs livres. En particulier, elle est l'auteur, avec Jacques Baudry, de la référence francophone sur l'écologie du paysage , et qui a été traduit en anglais et en espagnol.
Elle a reçu la médaille d'argent du CNRS  en 2009, et le grand prix de la société française d'écologie en 2015. 